# Хакуродзан Юта
Хакуродзан Юта (яп. 白露山 佑太 Хакуродзан Ю:та), настоящее имя Батра́з Фе́ликсович Бора́дзов, в российских источниках часто упоминался как Хакурозан — бывший российский профессиональный борец сумо, вместе с братом Сосланом представлял Россию на соревнованиях в Японии. Родился 6 февраля 1982 г. в с. Кадгарон, Северная Осетия. Сикона можно перевести как «белая русская гора». Начинал в Хататияма-бэя, после смерти ояката и закрытии хэя перешёл в Китаноуми-бэя. Высшее достижение — маэгасира-2. Дисквалифицирован пожизненно после положительного (однако, спорного) теста на марихуану.

## Допинг-тест в августе-сентябре 2008 года
В начале сентября 2008 года было объявлено о положительном результате допинг-теста у борца. Были обнаружены следы марихуаны у Хакуродзана и его брата Рохо. Повторный анализ, проведённый лабораторией ВАДА, дал положительный результат, и решением совета директоров Ассоциации сумо Хакуродзан и его брат Рохо 8 сентября были пожизненно дисквалифицированы, а президент Ассоциации, учитель Хакуродзана ояката Китаноуми, ушёл в отставку со своего поста. Борец категорически отрицает факт употребления им наркотика и утверждает, что экспертиза была специально проведена с нарушениями, как часть сложной интриги группы тренеров против Китаноуми, при этом Рохо, якобы, пострадал только потому, что он его брат. Этот скандал является продолжением истории с бесспорной дисквалификацией Ваканохо. Судебное преследование борца не предвидится за явным отсутствием состава преступления по японским законам.
В происшествии многое остаётся неясным, поэтому достоверно установить правоту сторон по сообщениям в прессе не удаётся. Борец однозначно заявляет о своей невиновности, как и о том, что ничего не знал о проступках Ваканохо, хотя они были земляками и дружили. Хакуродзан ни в чём предосудительном ранее замечен не был, в отличие от его брата и от Ваканохо, получавших замечания за несоответствующее поведение. С другой стороны, и экспресс-тест, и проба А, отправленная в лабораторию ВАДА, дали положительный результат. От проверки пробы Б борец сам отказался, сопровождая это заявлениями о якобы имевших место грубейших нарушениях (вплоть до подлога) при взятии и передаче проб в лабораторию. В конфликт было вовлечено большое количество лиц, в числе последствий — смена руководства Ассоциации.
В ноябре 2008 года братья начали судебную борьбу за восстановление статуса. По состоянию на июнь 2010 года процесс не завершен, показания истцов и ответчиков противоречат друг другу. От предложенного Ассоциацией существенного выходного пособия братья отказываются.

## Результаты с дебюта в макуути
| Год в сумо | Январь Хацу басё, Токио   | Март Хару басё, Осака      | Май Нацу басё, Токио       | Июль Нагоя басё, Нагоя    | Сентябрь Аки басё, Токио      | Ноябрь Кюсю басё, Фукуока  |
| --- | ------------------------- | -------------------------- | -------------------------- | ------------------------- | ----------------------------- | -------------------------- |
| 2005 | x                         | x                          | x                          | Маэгасира #14 запада 8–7  | Маэгасира #12 востока 7–8     | Маэгасира #13 востока 10–5 |
| 2006 | Маэгасира #4 востока 4–11 | Маэгасира #12 востока 9–6  | Маэгасира #8 запада 10–5   | Маэгасира #2 востока 2–13 | Маэгасира #10 запада 5–10     | Маэгасира #14 запада 7–8   |
| 2007 | Маэгасира #14 запада 8–7  | Маэгасира #13 востока 5–10 | (Дзюрё)                    | Маэгасира #12 востока 6–9 | Маэгасира #15 востока 9–6     | Маэгасира #12 запада 3–12  |
| 2008 | (Дзюрё)                   | (Дзюрё)                    | Маэгасира #15 востока 4–11 | (Дзюрё)                   | Дзюрё #6 востока Отставка 0–0 | x                          |
| Результат приведен как победил-проиграл-снялся Победа Малый кубок Отставка Не выступал в макуути Специальные призы: Д=За боевой дух (Канто-сё); В=За выдающееся выступление (Сюкун-сё); Т=За техническое совершество (Гино-сё) Ещё показаны: ★=Кимбоси; P=Участие в дополнительном финале Лиги: Макуути — Дзюрё — Макусита — Сандаммэ — Дзёнидан — Дзёнокути Ранги макуути: Ёкодзуна — Одзэки — Сэкивакэ — Комусуби — Маэгасира |                           |                            |                            |                           |                               |                            |